# Parivrtta trikonasana
Parivrtta Trikonasana (Sanskriet voor omgekeerde driehoekhouding), is een veelvoorkomende houding of asana. Deze houding is een omgedraaide variatie op de (Utthita) Trikonasana, ofwel (Gestrekte) Driehoek, waarop het ook gebruikt wordt als een vervolghouding. De Gestrekte Driehoek wordt ook wel Staande Draaiing genoemd.
| Sanskriet | vertaling                   |
| parivrtta | omdraaien, omkeren          |
| tri       | drie                        |
| kona      | hoek                        |
| trikona   | driehoek                    |
| asana     | houding (letterlijk: 'zit') |
| utthita   | uitgestrekt                 |
| tada      | berg                        |

## Beschrijving
De Gestrekte Driehoek is een staande houding. Het begint in de houding van de Utthita Tadasana (De Ster met Vijf Punten): de beide benen een stuk uit elkaar en de armen op een horizontale lijn naar buiten gestoken. De tenen aan de rechtervoet draaien naar rechts en die van links licht naar binnen. Draai vanuit de heupen het lichaam zodanig, dat het gezicht naar de rechts gaat. Breng de linkerhand naar de grond en - indien mogelijk - rechts gekruist met de rechtervoet. Wijs met de rechterhand naar boven, zodat beide armen en de schouders in een verticale, rechte lijn komen te staan. De ogen kunnen zowel naar boven als naar rechts gericht zijn.